# Empire-State-Klasse
Die Empire-State-Klasse ist eine Serie von fünf vielseitigen Schulschiffen der United States Maritime Administration (MARAD). In den Vereinigten Staaten wird das Projekt als National Security Multi-Mission Vessel (NSMV) (deutsch Multi-Missionsschiff der nationalen Sicherheit) bezeichnet.

## Allgemeines
Die US-amerikanischen Seefahrtschulen bilden zukünftige Offiziere und Ingenieure für deren Handelsmarine aus. Ein integraler Bestandteil der Ausbildung ist die jährliche Reise an Bord eines Schulschiffes. Bisher wurden dafür umgebaute Frachtschiffe eingesetzt, deren Schiffstechnik aber mittlerweile veraltet ist und die aufgrund ihrer Emissionen nicht mehr alle Häfen anlaufen dürfen. In der ausbildungsfreien Zeit waren die Schiffe überwiegend aufgelegt.
Als Ersatz für die betagte Ausbildungsflotte hat MARAD 2015 die Entwicklung eines neuen Schiffsdesigns initiiert, das neben der Ausbildung auch für die humanitäre und Katastrophenhilfe ausgerüstet sein soll. Diese Mehrzweckfähigkeit spiegelt sich im Projektnamen wider.

## Entwurf
Entworfen wurde ein Schiff mit dieselelektrischem Antrieb in zwei Maschinenräumen (einer für den Antrieb und der andere für den Unterricht), Unterkünfte für 100 Besatzungsmitglieder und bis zu 600 Studenten sowie umfangreiche Schulungs- und Laborräume. Zur weiteren Ausstattung gehören ein RoRo-Laderaum mit seitlicher Laderampe, ein Schiffskran, ein Hubschrauberlandedeck und Stellplätze für Container. Ferner wurden die Schiffsmaße zu den bestehenden Liegeplätzen der Seefahrtschulen eingehalten.

## Realisierung
Die Verwaltung des Schiffbaus wurde von MARAD an TOTE Maritime, einer Reederei mit Erfahrung im Bau von Schiffen unter US-amerikanischer Flagge, übertragen. Im April 2020 erhielt die Philly Shipyard in Philadelphia den Auftrag zum Bau der ersten beiden Schiffe im Wert von 630 Mio. US-Dollar. Die Folgeaufträge für das dritte, vierte und fünfte Schiff gingen ebenfalls an die Philly Shipyard.

## Schiffe
| Name            | IMO     | Ablieferung        | Stationierung                                 |
| --------------- | ------- | ------------------ | --------------------------------------------- |
| Empire State    | 9910313 | 18. September 2023 | State University of New York Maritime College |
| Patriot State   | 9910325 | 10. Oktober 2024   | Massachusetts Maritime Academy                |
| State of Maine  | 9929546 | 2025 (geplant)     | Maine Maritime Academy                        |
| Lone Star State | 9929558 | 2025 (geplant)     | Texas A&M Maritime Academy                    |
| Golden State    |         | 2026 (geplant)     | California Maritime Academy                   |